# Grace Marie Bareis
Grace Marie Bareis (Canal Winchester, Ohio, 19 de dezembro de 1875 – Columbus, Ohio, 15 de junho de 1962) foi uma matemática estadunidense. Em 1909 foi a primeira mulher a obter um doutorado em matemática na Universidade Estadual de Ohio.

## Formação e carreira
Após frequentar a escola pública em Canal Winchester estudou na Heidelberg University (Ohio) (Heidelberg College depois de 1926) em Tiffin, obtendo o diploma em 1897. De 1897 a 1899 foi estudante de pós-graduação no Bryn Mawr College e trabalhou também na Universidade Columbia. De 1899 a 1906 lecionou na Miss Roney's School em Filadélfia, Pensilvânia, enquanto continuou seus estudos de matemática no Bryn Mawr College. Como bolsista foi em 1906 para a Universidade Estadual de Ohio, em 1908 foi professora assistente e obteve um doutorado em 1909, orientada por Harry Waldo Kuhn, com a tese Imprimitive Substitution Groups Of Degree Sixteen. Em 1915 participou dos encontros organizacionais para fundar a Mathematical Association of America. Viveu 26 anos com uma amiga, sua antiga aluna e depois colega Margaret Eloise Jones (1895–1979), em Columbus. Aposentou-se em 1946.

## Publicações
- 1932: com Vladimir F. Ivanoff: A simple geometrical paradox–Proposed by J. L. Coolidge. Amer. Math. Monthly 39:29–31